# Association caritative Fahd Al-Ahmed
L’Association caritative Fahd Al-Ahmed était une organisation non gouvernementale basée au Koweït. Elle fut dissoute par le gouvernement koweïtien à la suite de l’attentat terroriste du 26 juin 2015 contre la mosquée Imam Sadiq.

## Création
L’association caritative Fahd Al - Ahmed fut fondée le 29 juin 2010 en l'honneur de Cheikh Fahd Al-Ahmed Al-Jaber Al-Sabah, un officier militaire de l’armée du Koweït qui a perdu la vie lors de l'invasion irakienne pendant la Guerre du Golfe de 1990-1991.

## Projets
L’association a participé à de nombreuses campagnes de collecte de fonds destinés à financer des missions d’aide humanitaire aux musulmans du monde entier. L’organisation s’est notamment chargée de récolter des dons pour financer l’aide aux musulmans de Birmanie mais aussi pour créer un fonds de parrainage ayant pour soutenir l’éducation des orphelins à travers le monde musulman.
L'association décerne chaque année le prix «Fahd Al-Ahmed International Charity Award» à une organisation s’étant distinguée par la qualité et l’efficacité de ses projets humanitaires en faveur des populations musulmanes. En 2011, le prix fut décerné au Premier ministre turc Recep Tayyip Erdogan.

## Soutien financier aux organisations terroristes et dissolution
Selon le journal koweïtien Al Rai, l’Association Fahd Al-Ahmed avait reçu plusieurs avertissements depuis le début de la guerre civile en Syrie de la part du Ministère koweïtien du travail et des affaires sociales pour non-respect de la réglementation gouvernementale exigeant que tous les fonds humanitaires destinés aux civils syriens soient transmis par des mécanismes surveillés. Ces mesures avaient été prises pour éviter que les islamistes radicaux tels que Daech ne pas puissent recevoir des fonds étrangers sous couvert d’aide humanitaire. Certains membres de l’association avaient également participé à la Conférence sur le Développement de la Syrie qui avait réuni, à l'Hôtel Retaj d’Istanbul, de nombreuses associations caritatives suspectées d’avoir fourni une assistance à des groupes terroristes. 
Le 26 juin 2015, un kamikaze a fait détoner un gilet rempli d'explosifs entre les murs de la mosquée Imam Sadiq qui accueillait alors plus de 2000 musulmans chiites pour la prière du vendredi. L'attentat a tué 27 personnes et blessé 227 autres. Le kamikaze, Fahd Suliman Abdul-Mohsen al-Qabaa, était un saoudien qui était entré illégalement sur le territoire koweïtien le matin-même de l’attentat. L'attentat fut revendiqué par Daech.
Après l’attentat, le Ministère du Travail et des Affaires sociales a ordonné la dissolution définitive de l’association Fahd Al-Ahmed soupçonnée d’avoir financé des groupes extrémistes en Syrie liés à l’attentat.